# Aurél Bernáth
Aurél Bernáth (Marcali, 13 de noviembre de 1895-Budapest, 13 de marzo de 1982) fue un pintor, artista gráfico, profesor, crítico de arte y periodista húngaro.

## Biografía
Estudió brevemente pintura en la escuela impresionista de Nagybánya. Al estallar la Primera Guerra Mundial, se vio en la obligación de participar. En la contienda, fue herido de gravedad y se retiró del frente. A su vuelta, se instaló en Budapest, donde conoció a Lajos Kassák. En 1919 emigró a Viena, y una vez allí, estableció estrechas relaciones con el grupo de los MA-ists.
En 1922 publicó su carpeta “Graphik”. Posteriormente, fue invitado por Herwarth Walden para participar con Der Sturm, lo que le llevó a instalarse en Berlín. Durante su estancia, mantuvo relaciones amistosas con otros artistas de la vanguardia húngara como fueron László Moholy-Nagy o László Péri.
En 1926 regresó a Hungría y contrajo matrimonio. En su país, su primera exposición tuvo lugar en 1928. Regresó a Alemania en diversas ocasiones, visitando una importante exposición acontecida en Berlín en el año 1931. A partir de los años treinta, volvió a la pintura naturalista característica de sus inicios.
Desde 1945 comenzó a impartir clases en la Academia de Bellas Artes de Budapest, y desde aquellos años y hasta su fallecimiento, recibió numerosos encargos y honores.